# ديفيد مونتجومري (شخصية أعمال)
ديفيد مونتجومري (بالإنجليزية: David Montgomery)‏ هو شخصية أعمال أمريكي، ولد في 26 يونيو 1946 في فيلادلفيا في الولايات المتحدة، وتوفي في 8 مايو 2019 بسبب سرطان.